# Soldatenfriedhof Lövenich

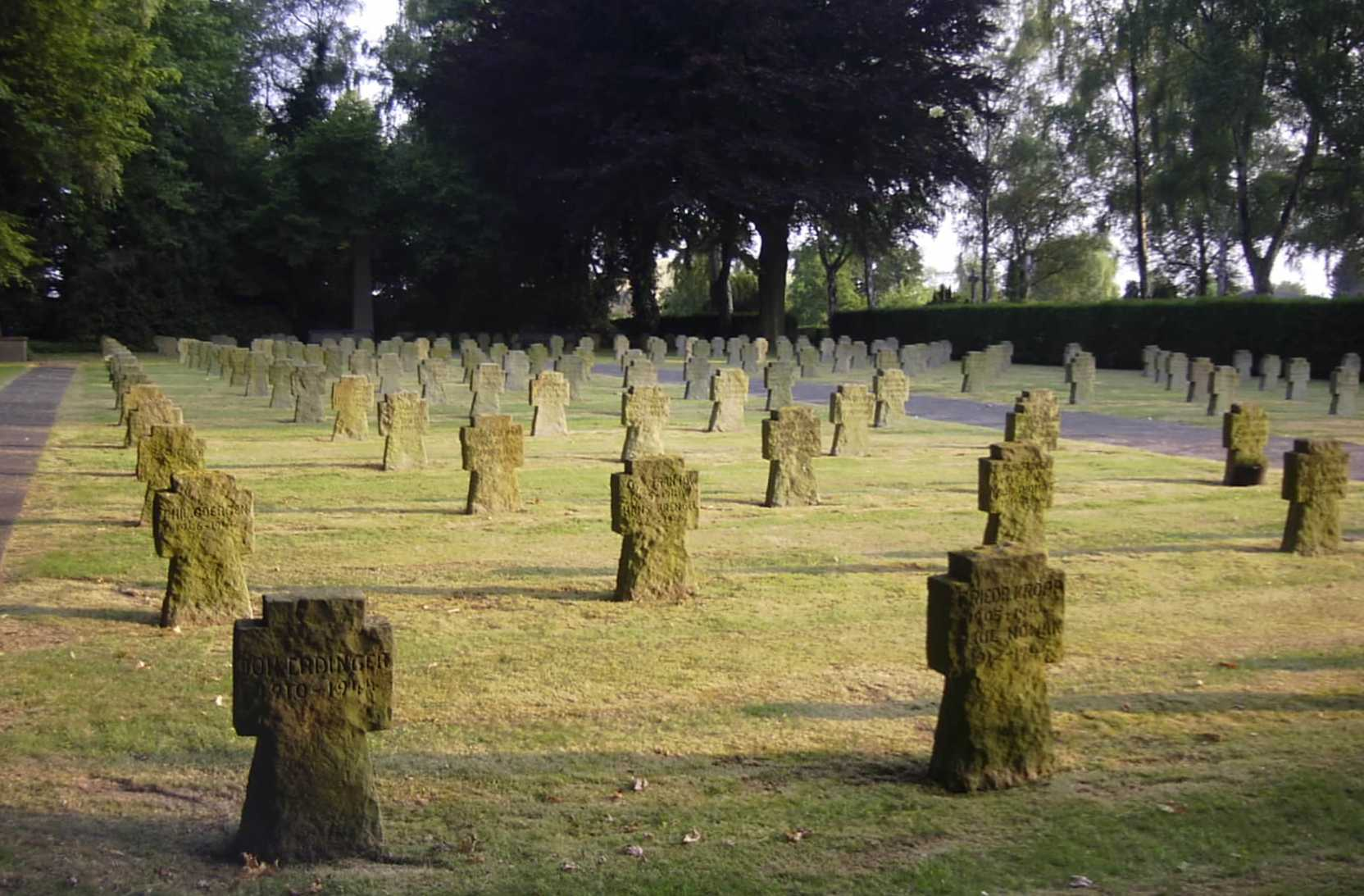
Soldatenfriedhof Lövenich

Der Soldatenfriedhof Lövenich befindet sich in Lövenich, Erkelenz, neben dem Friedhof der katholischen Kirchengemeinde.
Hier liegen 446 umgekommene Soldaten des Verbandsplatzes Lövenich und der umliegenden Kampfgebiets. Sie waren zuvor auf den Gemeindefriedhöfen von Katzem, Hetzerath und Granterath bestattet. Steinkreuze und das steinerne Hochkreuz wurde 1962 errichtet.